# ملس (روستا)
ملس (روستا) (به لاتین: Mäls) یک روستا در لیختن‌اشتاین است که در بالزرس واقع شده‌است.

## خصوصیات
ملس ۴۷۲ متر بالاتر از سطح دریا واقع شده‌است.